# Finta Károly
Finta Károly (Nagygencs, 1914. június 11. – 1972. június 17.) válogatott labdarúgó, csatár.

## Pályafutása

### Klubcsapatban
1940 és 1943 között volt a Ferencváros játékosa, ahol két bajnoki címet és kupa győzelmet szerzett a csapattal. A Fradiban 96 mérkőzésen szerepelt (70 bajnoki, 11 nemzetközi, 15 hazai díjmérkőzés) és 71 gólt szerzett (56 bajnoki, 15 egyéb).

### A válogatottban
1940-ben két alkalommal szerepelt a válogatottban.

## Sikerei, díjai
- Magyar bajnokság
  - bajnok: 1939–40, 1940–41
  - 2.: 1943–44
  - 3.: 1942–43
- Magyar kupa (MNK)
  - győztes: 1942, 1944
- Közép-európai kupa (KK)
  - döntős: 1940

## Statisztika

### Mérkőzései a válogatottban
| Magyarország | Magyarország         | Magyarország              | Magyarország | Magyarország | Magyarország | Magyarország | Magyarország | Magyarország |
| #            | Dátum                | Helyszín                  | Hazai        | Eredmény     | Vendég       | Kiírás       | Gólok        | Esemény      |
| ------------ | -------------------- | ------------------------- | ------------ | ------------ | ------------ | ------------ | ------------ | ------------ |
| 1.           | 1940. szeptember 29. | Budapest, Üllői úti pálya | Magyarország | 0 – 0        | Jugoszlávia  | barátságos   | -            |              |
| 2.           | 1940. október 6.     | Budapest, Üllői úti pálya | Magyarország | 2 – 2        | Németország  | barátságos   | -            |              |
|              | Összesen             |                           |              | 2            | mérkőzés     |              | 0            | gól          |